# Javon Bess
Javon Anthony Bess (Columbus, Ohio, 1 de abril de 1996) es un baloncestista estadounidense que actualmente juega en el Türk Telekom B.K. de la BSL turca. Con 1,96 metros de estatura, juega en la posición de escolta.

## Trayectoria deportiva

### Universidad
Jugó dos temporadas con los Spartans de la Universidad Estatal de Míchigan, en las que promedió 2,9 puntos y 2,5 rebotes por partido. Al finalizar la segunda temporada anunció que sería transferido a los Billikens de la Universidad de San Luis, donde, tras pasar el año en blanco que impone la NCAA, jugó dos temporadas más, en las que promedió 14,3 puntos, 7,1 rebotes, 2,1 asistencias y 1,0 robos de balón por partido.
Fue elegido jugador defensivo del año de la Atlantic 10 Conference en su última temporada, así como también fue incluido en el mejor quinteto de la conferencia y en el mejor quinteto defensivo, algo que ya sucedió en 2018.

### Profesional
Tras no ser elegido en el Draft de la NBA de 2019, disputó las Ligas de Verano de la NBA con los New Orleans Pelicans, con los que disputó cuatro partidos. Tras jugar también la pretemporada con los Pelicans, fue cortado el 19 de octubre, aunque posteriormente fue asignado al filial del equipo en la G League, los Erie BayHawks. En su primera temporada promedió 6,9 puntos y 2,8 rebotes por partido.
En la temporada 2021-22, juega en Islandia en las filas del UMF Tindastóll de la Úrvalsdeild karla.
El 15 de junio de 2022, firma por el BG Göttingen de la Basketball Bundesliga.
El 17 de junio de 2024 fichó por el Türk Telekom de la Basketbol Süper Ligi (BSL) de Turquía.